# Woodville (Mississippi)
Woodville is een plaats (town) in de Amerikaanse staat Mississippi, nabij de grens met Louisiana. Het plaatsje is de bestuurszetel van Wilkinson County.

## Demografie
Bij de volkstelling in 2000 werd het aantal inwoners vastgesteld op 1192. In 2006 is het aantal inwoners door het United States Census Bureau geschat op 1158, een daling van 34 (-2,9%).

## Geografie
Volgens het United States Census Bureau beslaat de plaats een oppervlakte van
2,8 km², geheel bestaande uit land. Woodville ligt op ongeveer 77 meter boven zeeniveau.

## Plaatsen in de nabije omgeving
De onderstaande figuur toont nabijgelegen plaatsen in een straal van 32 km rond Woodville.

## Geboren
- William Grant Still (11 mei 1895), Amerikaans componist, dirigent en musicus
- Lester Young (27 augustus 1909), Amerikaans tenorsaxofonist